# 汤泉行宫 (北京)
汤泉行宫位于北京市昌平区小汤山镇，因其地有温泉，加之平底起一座小山，小山得名“汤山”。汤泉行宫建于康熙五年（1666年），《欽定日下舊聞考》記載：原聖湯一在昌平北二十五里一在昌平南三十五里，湯山有寺。湯山泉康熙五年始加疏引甃池二，並恭建行宫【1 （页面存档备份，存于）】，行宮是清代皇帝去热河的驻跸之处。清末，汤泉行宫逐渐衰败，建国后政府利用地热在此建了小汤山疗养院，清代的行宫只有在老照片中见到。